# 탈출 (동물행동학)
탈출(脫出, escape)은 가축 등 사육동물이 축사를 빠져나와 도주하는 일이다. 동물의 종류에 따라 탈출을 할 수 있는 확률이 매우 다르다.

## 탈출의 종류

### 탈출이 불가능한 사육동물
주로 수족관과 어항에서 사육되는 어류이다. 이 어류는 물이 없으면 생존할 수 없고 사육되는 어항이 야생환경과 연결되지 않아 탈출하는 게 아예 불가능하다.

### 탈출이 가능하지만 금방 다시 포획되는 사육동물
코끼리, 기린 등 대형동물들이다. 이 대형동물들은 몸집이 커서 찾기가 쉬어서 금방 포획하는 게 가능하다.

### 탈출이 가능한데 금방 다시 포획하기가 다소 어려운 사육동물
사슴, 사자 등 중형동물들이 이에 해당 한다. 이 중형동물들은 몸집이 다소 크지만 기동력도 커서 다시 포획하기가 어렵다. 특히 이 중형동물들이 산 등 인적이 뜸한데로 탈출하면 더욱 다시 포획하기가 어려워진다.
차이가 있다면 사슴은 초식동물이면서 온순하여 사람에게 피해를 주지 않아서 굳이 다시 포획하는 데 소극적이다. 하지만 사자는 육식동물이면서 사나워서 사람에게 피해를 줄수 있어서 다시 포획하는 데 적극적이다.

### 탈출후 다시 포획하는 게 사실상 불가능 사육동물
다람쥐, 토끼 등 소형동물과 앵무새, 독수리 등 날수 있는 조류이다.
- 소형동물 : 다람쥐, 토끼 등 소형동물은 몸집이 작아서 숨을 곳이 많으므로 탈출후 다시 포획하는 것은 사실상 불가능하다. 다람죄는 토끼보다 몸집이 작아서 다시 포획하기가 더욱 어렵다.
- 날 수 있는 조류 : 앵무새, 독수리 등 날수 있는 조류는 하늘을 날아서 사라지면 다시 포획하는 것은 사실상 불가능하다. 앵무새는 독수리보다 몸집이 작아서 다시 포획하기가 더욱 어렵다.